# Коломбијера-Моличара (Ла Специја)
Коломбијера-Моличара је насеље у Италији у округу Ла Специја, региону Лигурија.
Према процени из 2011. у насељу је живело 6945 становника. Насеље се налази на надморској висини од 24 м.